# Zuchu
Zuhura Othman Soud dite Zuchu, née le 22 novembre 1993, à Zanzibar (Tanzanie), est une chanteuse, parolière, actrice, et compositrice,.

## Vie personnelle
Zuchu vient d'une famille et des antécédents musicaux swahili à zanzibar. Elle est la fille de la vénérée et célèbre femme zanzibarienne  Khadija Kopa,,.

### Carrière
En avril 2023, Zuchu est entrée dans l'histoire en remportant 5 prix aux prestigieux Tanzania Music Awards,.